# Circle of Snakes
Circle of Snakes es el octavo LP en estudio de la banda Danzig, lanzado en 2004 por el sello Evilive Records. El disco nos brinda un ambiente ampliamente oscuro y riff de guitarras fulminantes y metálicos, trayendo un brillante trabajo musical de parte Glenn Danzig. A pesar de ser su octavo álbum en estudio, Glenn no ha perdido potencia alguna en su voz. Temas destacados: Skincarver, Netherbound, 100 Devils Reign y su tema promocional Circle of Snakes. 

## Lista de canciones
Todos los temas fueron escritos por Glenn Danzig.
1. Wotans Procession
2. Skincarver
3. Circle of Snakes
4. 1000 Devils Reign
5. Skull Forrest
6. Hellmask
7. When We Were Dead
8. Night, Besodom
9. My Darkness
10. Netherbound
11. Black Angel, White Angel

## Créditos
- Glenn Danzig - voz, guitarra, teclados
- Bevan Davies – batería
- Jerry Montano – bajo
- Tommy Victor – guitarra

## Producción
- Producción artística: Glenn Danzig
- Grabado en Ocean Studios en  Glendale, California, y Paramount en Hollywood, California.
- Ingeniero de grabación: Chris Rakestraw y Jason Cupp
- Mezcla: Glenn Danzig y Chris Rakestraw
- Masterizado: Tom Baker
- Ilustración de tapa: Dorian Cleavenger
- Fotografía: Nick Infield

- Datos: Q3492184